# フォード・レンジャー
フォード・レンジャー (Ford Ranger) は、フォード・モーターが販売しているミッドサイズピックアップトラックである。

## 概要
大きく分けて、北米、南米の一部諸国で販売されているタイプと、オセアニア、アジア、ヨーロッパの一部諸国で販売されているタイプの2種類がある。前者はシングルキャブのみのラインナップである。また、フォード・エクスプローラーなどと車台を共用している。1994年以降、北米で発売されるマツダ・プロシード（北米ではマツダ・Bシリーズと呼ばれる）は、フォード・レンジャーからのOEM車となっている。後者は、逆に、マツダと合弁生産するマツダ・BT-50の兄弟車であり、シングルキャブに加えてダブルキャブ仕様もある。廉価で比較的コンパクトなピックアップトラックであるため、アメリカでは学生などに人気がある。また、警察や空港の作業車に使われていることも非常に多い。

## 北米・南米版

### 初代（1983年～1988年）
フォード・クーリエの後継として登場。「レンジャー」は、以前は上級車種のFシリーズのグレードの名前であった。この初代のみディーゼルエンジン搭載車や、三菱自動車製ディーゼルターボエンジンを搭載するものあった。日本メーカーのトヨタ・トラック（トヨタ・ハイラックス）や日産・ハードボディトラック（日産・ダットサントラック）などとそれほど大きさが変わらない、コンパクトなピックアップトラックであった。また、これをベースにしたSUVのブロンコIIが1984年モデルで登場した。

### 2代目（1989年～1992年）
初代のシャーシを流用。ディーゼル車は廃止された。同時に2代目になったSUV版のブロンコIIはわずか2年で販売が打ち切られたが、レンジャーは生産、販売が続けられた。このレンジャーをベースに、エクスプローラーなどが登場する。

### 3代目（1993年～1997年）
やや大型化し、デザインは少し丸みを帯びる。1994年モデルで、北米で販売されていたマツダ・Bシリーズ（マツダ・プロシード）は、この3代目レンジャーのOEMに変わった。

### 4代目（1998年～2011年）
10年以上に渡って生産された息の長いモデルで、途中、数回のフェイスリフトを受けている。また、北米仕様のマツダ・Bシリーズも同時にモデルチェンジした。そして、1998年～2002年まで、このレンジャーを電気自動車にした、「レンジャーEV｣が1500台限定で生産されていた。ライバルが4ドアのクルーキャブ仕様を導入する中、レンジャーは最後まで4ドアをラインナップしてこなかった。2011年に生産終了。

### 5代目 PX型/P375型（2019年～2023年）
北米から撤退していた間に、アジア市場を中心に販売が好調であったため、北米・南米版、そしてオセアニア・アジア・ヨーロッパ版の後継車種となるグローバル・モデルとして新たに開発。2019年から北米で生産を再開、パワートレインは「エコブースト」エンジンの直列4気筒2.3L版とロックアップ機構付10ATを搭載し、ボディータイプもレギュラーキャブ、エクステンドキャブ、ダブルキャブの3タイプがラインアップ。 
北米以外のマーケットでは、オーストラリアを含むオセアニアやイギリス向けにタイ製のディーゼル・エンジンを搭載したモデルが輸出されている。 またヨーロッパ市場では、ディーゼル・エンジンのRanger Raptorが発売されるが、北米市場でのRaptorは生産・販売は未定。また、当車を基にブロンコが復活し、フォルクワーゲンとの提携の結果フォルクスワーゲン・アマロックとしてOEM供給も行われる。

## オセアニア・アジア・ヨーロッパ版
マツダ・Bシリーズの姉妹車として販売されていたフォード・クーリエが名称変更する形で1998年に登場。現在はマツダ・BT-50の姉妹車であり、シャーシ、エンジンなどを共有する。